# Rust in Peace

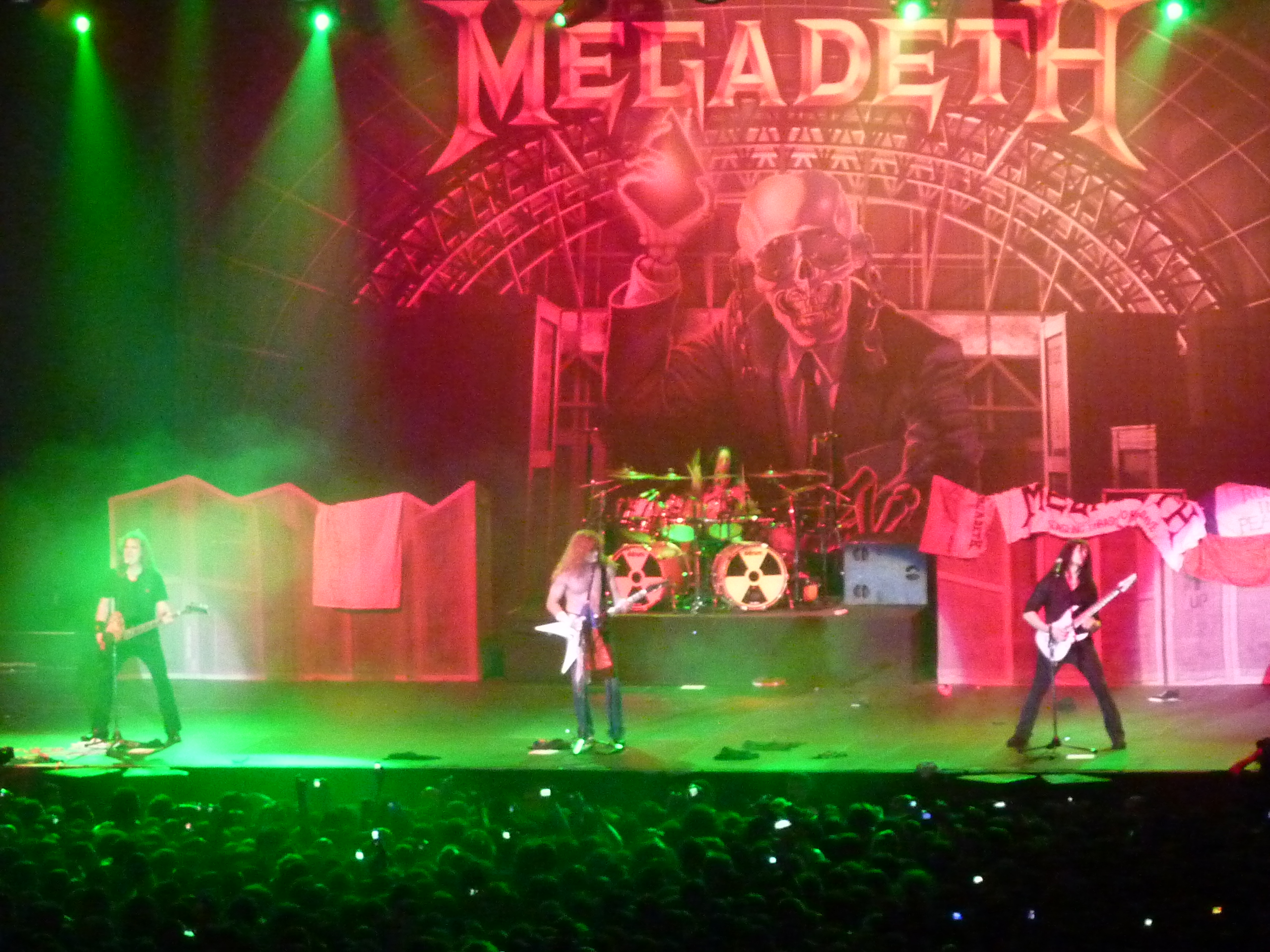
Cover von Rust in Peace als Bühnenbild bei einem Konzert in Chile aus dem Jahr 2010

Rust in Peace (englisch für „Roste in Frieden“) ist das vierte Studioalbum der amerikanischen Metal-Band Megadeth. Es wurde 1990 auf Capitol Records veröffentlicht. 2004 wurde eine remixte und remasterte Version mit mehreren Bonustracks veröffentlicht. Es war das erste Megadeth-Album, auf dem Marty Friedman und Nick Menza mitgewirkt haben.
Singleauskopplungen waren Holy Wars…The Punishment Due und Hangar 18, die beide auch als Musikvideo erschienen.

## Entstehung
Nachdem der Megadeth-Frontmann Dave Mustaine aus einem Zwölf-Schritte-Programm entlassen worden war, holte er den Schlagzeuger Nick Menza und den Gitarristen Marty Friedman in die Band, womit er das erste stabile Line-up der Band schuf, das bis 1998 halten sollte. Die einzigen Bandmitglieder, die nicht ausgetauscht wurden, waren der Bassist David Ellefson und Mustaine selbst. Rust in Peace wurde von Mike Clink produziert, der zuvor schon mit Whitesnake und Guns N’ Roses zusammengearbeitet hatte. Clinks Arbeit als Produzent steuerte zum guten Ergebnis der Aufnahmen bei, weshalb Dave Mustaine mit dem Ergebnis zufrieden war.
Der Name des Albums leitet sich von einem Autoaufkleber her, den Mustaine, der Kopf der Band und wichtigster Songwriter, auf der Rückseite eines Autos sah. Auszug aus einem Interview mit Dave Mustaine:

„I was driving home from Elsanon… um, Lake Elsanon. I was tailgating somebody, racing down the freeway, and I saw this bumper sticker on their car and it said… you know, this tongue in cheek stuff like, "One nuclear bomb could ruin your whole day," and then I looked on the other side and it said, "May all your nuclear weapons rust in peace," and I’m goin', "Rust in Peace. Damn, that’s a good title." And I’m thinkin' like, "What do they mean, rust in peace?" I could just see it now–all these warheads sittin' there, stockpiled somewhere like Seal Beach, you know, all covered with rust ’n’ stuff with kids out there spray-painting the stuff, you know.“

„Ich fuhr von Elsanon … ähm, Lake Elsanon nach Hause. Ich fuhr an jemandem vorbei, als ich die Schnellstraße runter fuhr und sah diesen Autoaufkleber auf deren Auto und da stand … naja, in dieser Art von Sprache die irgendwie frech wirken soll, „Eine Atombombe kann dir den ganzen Tag versauen“, und dann sah ich auf die andere Seite und da stand: „All eure Nuklearwaffen sollen in Frieden rosten“ (englisch: rust in peace). Und ich dachte mir: „Rust in Peace. Verdammt, das ist ein guter Titel.“ Und ich überlegte weiter: „Was meinen die mit in Frieden rosten?“ Ich konnte es auf einmal vor mir sehen, wie all diese Gefechtsköpfe daliegen, irgendwo auf Seal Beach oder so gelagert, du weißt was ich meine, ganz mit Rost und solchem Zeug überzogen, während irgendwelche Kinder Graffiti darauf sprühen.“

## Songinhalte
Politik, Krieg und die Umwelt stellen die wichtigsten Themen dar, die auf dem Album dargelegt werden, mit Songs wie Rust in Peace…Polaris, der von Interkontinentalraketen und ihren Auswirkungen auf die Welt und Weltpolitik handelt (Polaris bezieht sich auf die Mittelstreckenrakete UGM-27 Polaris). Take No Prisoners hat Kriegsgefangene zum Inhalt, der zweiteilige Song Holy Wars…The Punishment Due, setzt sich aus Holy Wars und The Punishment Due zusammen, der von dem Marvel-Comics-Charakter Punisher handelt, von dem Mustaine zu dieser Zeit ein großer Fan war. Der Teil Holy Wars dagegen behandelt religiöse Kriege im Allgemeinen, wobei er sich nicht direkt auf ein historisches Ereignis bezieht, doch Mustaine schrieb im Booklet des Albums, dass er zu dem Song bei einer Reise durch Irland und Nordirland inspiriert wurde, wo noch der teils religiös motivierte Terror der IRA allgegenwärtig war. Des Weiteren handelt der Song Dawn Patrol davon, wie die Umwelt durch Klimawandel und Treibhausgase zerstört wird.
Hangar 18 bezieht sich auf Verschwörungstheorien über Außerirdische in Anknüpfung an den gleichnamigen Science-Fiction-Film. Titelgebend ist der so genannte „Hangar 18“ auf der Wright-Patterson Air Force Base, in dem angeblich die Leichen von bei UFO-Abstürzen verunglückten Außerirdischen gelagert sein sollen. Der Songtext erinnert darüber hinaus an den Roswell-Zwischenfall, der den Absturz eines UFO thematisiert. 2001 wurde das Lied auf dem Album The World Needs a Hero musikalisch und textlich unter dem Titel Return to Hangar weitergeführt.
Five Magics bezieht sich auf den obskuren Fantasyfilm Goreblade: Warrior King of the Universe, in dem der Held, der als Kämpfer mit dem Schwert lebt, fünf Magier beherrschen muss, um der Kriegerkönig zu werden und die Prinzessin zu heiraten, obwohl er zuvor gewarnt wird, dass die Macht ihn korrumpieren werde wie den vorherigen Meister der Magier.

## Covergestaltung
Das Cover des Albums wurde von Ed Repka ausgearbeitet. Es zeigt das Bandmaskottchen Vic Rattlehead und die Staatsoberhäupter bzw. Regierungschefs der zu dieser Zeit fünf mächtigsten Staaten, die an einem Meeting in Hangar 18 teilnehmen, wobei sich der den Vorsitz führende Vic über den Körper eines Aliens beugt.
Von links nach rechts, sind Personen abgebildet, die zum Zeitpunkt der Veröffentlichung des Albums oder kurz danach Staatsoberhäupter oder Regierungschefs waren: John Major, britischer Premierminister ab November 1990, Toshiki Kaifu, japanischer Premier, Bundespräsident Richard von Weizsäcker, der sowjetische Generalsekretär Michail Gorbatschow und der amerikanische Präsident George H. W. Bush.

## Titelliste
1. Holy Wars… The Punishment Due – 6:38
2. Hangar 18 – 5:16
3. Take No Prisoners – 3:30
4. Five Magics – 5:44
5. Poison Was the Cure – 2:59
6. Lucretia – 4:00
7. Tornado of Souls – 5:24
8. Dawn Patrol – 1:52
9. Rust in Peace… Polaris – 5:37

## Singleauskopplungen

### Holy Wars
Holy Wars erschien im September 1990 in vier verschiedenen Versionen mit unterschiedlichen Bonustracks. Neben der CD-Version, die ein Interview mit Dave Mustaine und Lucretia enthielt, gab es eine Maxi-Single mit dem gleichen Inhalt. Eine weitere Maxi hatte eine längere Version des Interviews, dafür keinen Bonustrack. Eine 7’’-Single enthielt nur Lucretia.

### Hangar 18
Im März 1991 wurde Hangar 18 als zweite Single veröffentlicht. Der Grammy-nominierte Song erschien ebenfalls in vier verschiedenen Ausgaben. Die CD-Version enthielt Hangar 18 in zwei verschiedenen Versionen und die beiden Livesongs The Conjuring und Hook in Mouth als Dreingabe. Die 12″-Maxi enthielt die Album- und eine Liveversion des Liedes und die beiden Livesongs der CD-Version. Eine 7″ enthielt neben einer weiteren Edit-Version des Titelsongs den Livetrack The Conjuring. Die vierte Version blieb dem japanischen Markt vorbehalten und ist mit der CD-Version identisch. Als Bonus gab es dort allerdings eine Special Message for Japanese Fans . Die Liveaufnahmen wurden am 14. Oktober 1990 im Wembley-Stadion von London mitgeschnitten.

## Rezeption

### Kritiken
Der All Music Guide bezeichnete Rust in Peace als „Megadeths stärkste musikalische Leistung“ („Megadeth’s strongest musical effort“) bis dato.
In einer zeitgenössischen Besprechung in der Zeitschrift Metal Hammer vergab Buffo Schnädelbach die Höchstnote mit 7 von 7 möglichen Punkten und lobte die gute Produktion und das Songwriting. "Besonders der tolle Opener Holy Wars/The Punishment Due und das geniale Tornado of Souls ragen heraus."
Megadeth erhielten 1991 für das Album und 1992 für die Single Hangar 18 eine Grammy-Nominierung für die Best Metal Performance, verloren aber in beiden Jahren gegen Metallica.
Die Website IGN platzierte Rust in Peace auf Platz 4 der Top 25 Metal Albums hinter Master of Puppets von Metallica, Paranoid von Black Sabbath und The Number of the Beast von Iron Maiden.

### Chartplatzierungen
Rust in Peace landete auf Platz 23 der US-amerikanischen Billboard-Charts, und auf Platz 8 im Vereinigten Königreich.
| ChartsChartplatzierungen       | Höchstplatzierung | Wochen |
| ------------------------------ | ----------------- | ------ |
| Deutschland (GfK)              | 21 (9 Wo.)        | 9      |
| Schweiz (IFPI)                 | 29 (2 Wo.)        | 2      |
| Vereinigte Staaten (Billboard) | 23 (30 Wo.)       | 30     |
| Vereinigtes Königreich (OCC)   | 8 (4 Wo.)         | 4      |

### Auszeichnungen für Musikverkäufe
| Land/Region                  | Auszeichnungen für Musikverkäufe (Land/Region, Auszeichnung, Verkäufe) | Verkäufe  |
| ---------------------------- | ---------------------------------------------------------------------- | --------- |
| Argentinien (CAPIF)          | Gold                                                                   | 30.000    |
| Japan (RIAJ)                 | Gold                                                                   | 100.000   |
| Kanada (MC)                  | Platin                                                                 | 100.000   |
| Vereinigte Staaten (RIAA)    | Platin                                                                 | 1.000.000 |
| Vereinigtes Königreich (BPI) | Gold                                                                   | 100.000   |
| Insgesamt                    | 3× Gold · 2× Platin ·                                                  | 1.330.000 |